# UFC 18
UFC 18: The Road To The Heavyweight Title fue un evento de artes marciales mixtas celebrado por Ultimate Fighting Championship el 8 de enero de 1999 en el Pontchartrain Center, en Nueva Orleans, Louisiana, Estados Unidos.

## Historia
UFC 18 contó con la primera aparición de la leyenda de AMM Bas Rutten, y la primera aparición del fallecido Evan Tanner, que pasaría a convertirse en el campeón de peso medio de UFC.

## Resultados
| Tarjeta principal | Tarjeta principal | Tarjeta principal | Tarjeta principal | Tarjeta principal           | Tarjeta principal | Tarjeta principal | Tarjeta principal |
| Categoría         |                   |                   |                   | Método                      | Ronda             | Tiempo            | Notas             |
| ----------------- | ----------------- | ----------------- | ----------------- | --------------------------- | ----------------- | ----------------- | ----------------- |
| Peso wélter       | Pat Miletich      | derr.             | Jorge Patino      | Decisión (unánime)          |                   | 21:00             |                   |
| Peso medio        | Evan Tanner       | derr.             | Darrel Gholar     | Sumisión (rear naked choke) |                   | 7:57              |                   |
| Peso ligero       | Mikey Burnett     | derr.             | Townsend Saunders | Decisión (unánime)          |                   | 15:00             |                   |
| Peso semipesado   | Tito Ortiz        | derr.             | Jerry Bohlander   | TKO (corte)                 |                   | 14:31             |                   |
| Peso pesado       | Pedro Rizzo       | derr.             | Mark Coleman      | Decisión (dividida)         |                   | 15:00             |                   |
| Peso pesado       | Bas Rutten        | derr.             | Tsuyoshi Kohsaka  | TKO (golpes)                |                   | 14:15             |                   |
| Pelea alternativa |                   |                   |                   |                             |                   |                   |                   |
| Peso ligero       | Laverne Clark     | derr.             | Frank Caracci     | Sumisión (golpes)           |                   | 6:59              |                   |